# Kampf um Gewässer

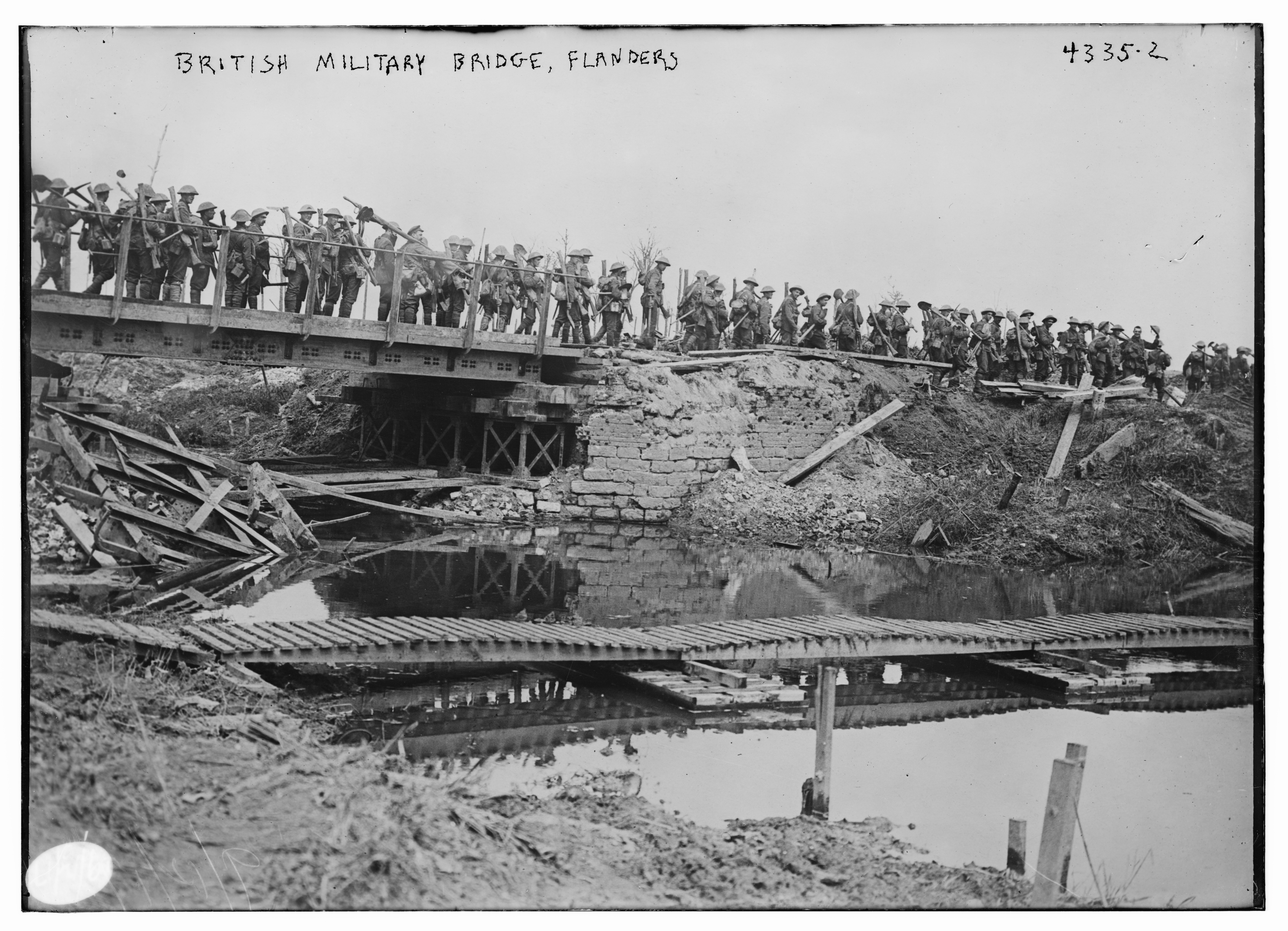
Britische Militärbrücke, Flandern 1917

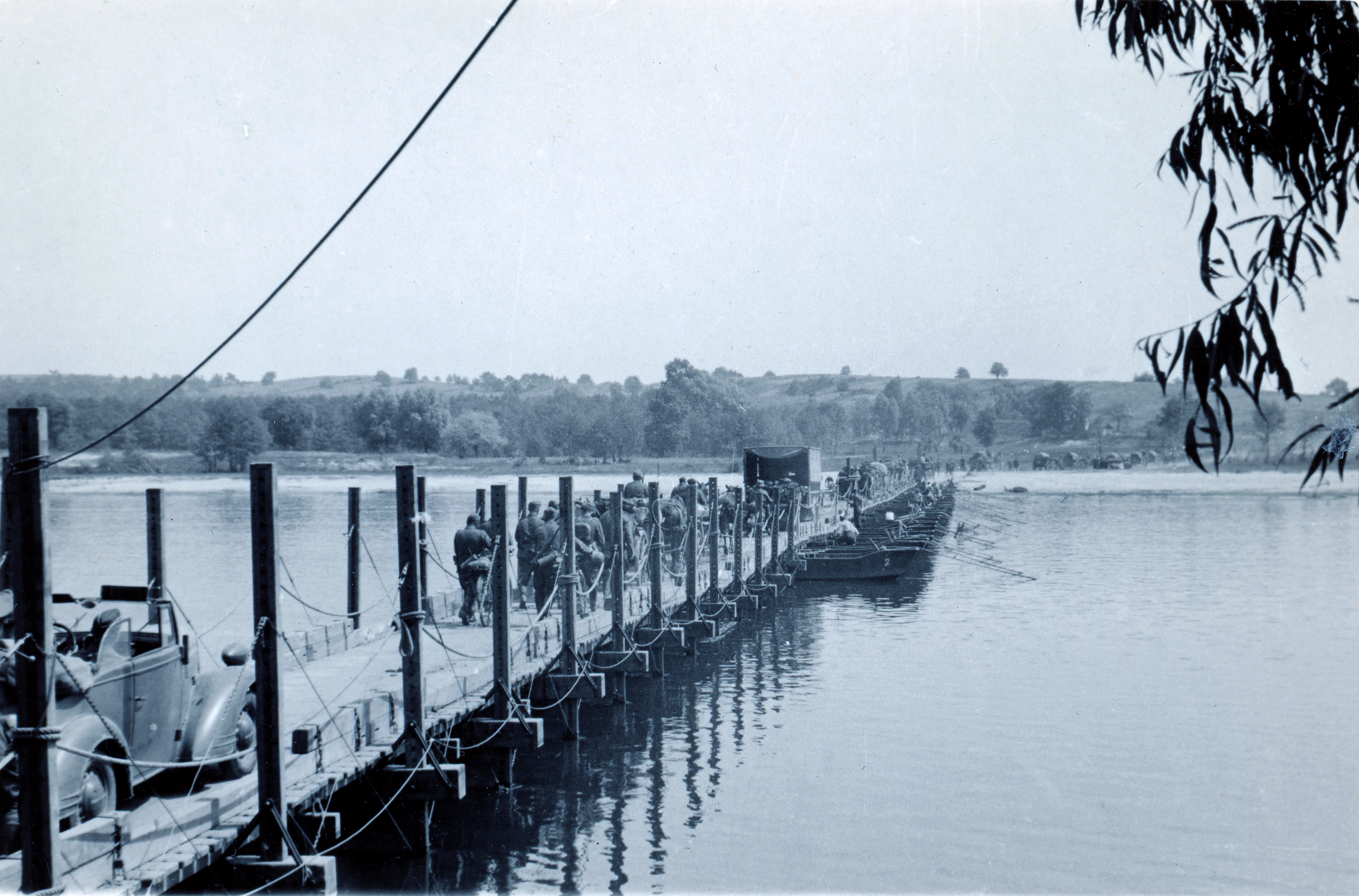
Überquerung des Bug mit militärischer Schwimmbrücke am 22. Juni 1941

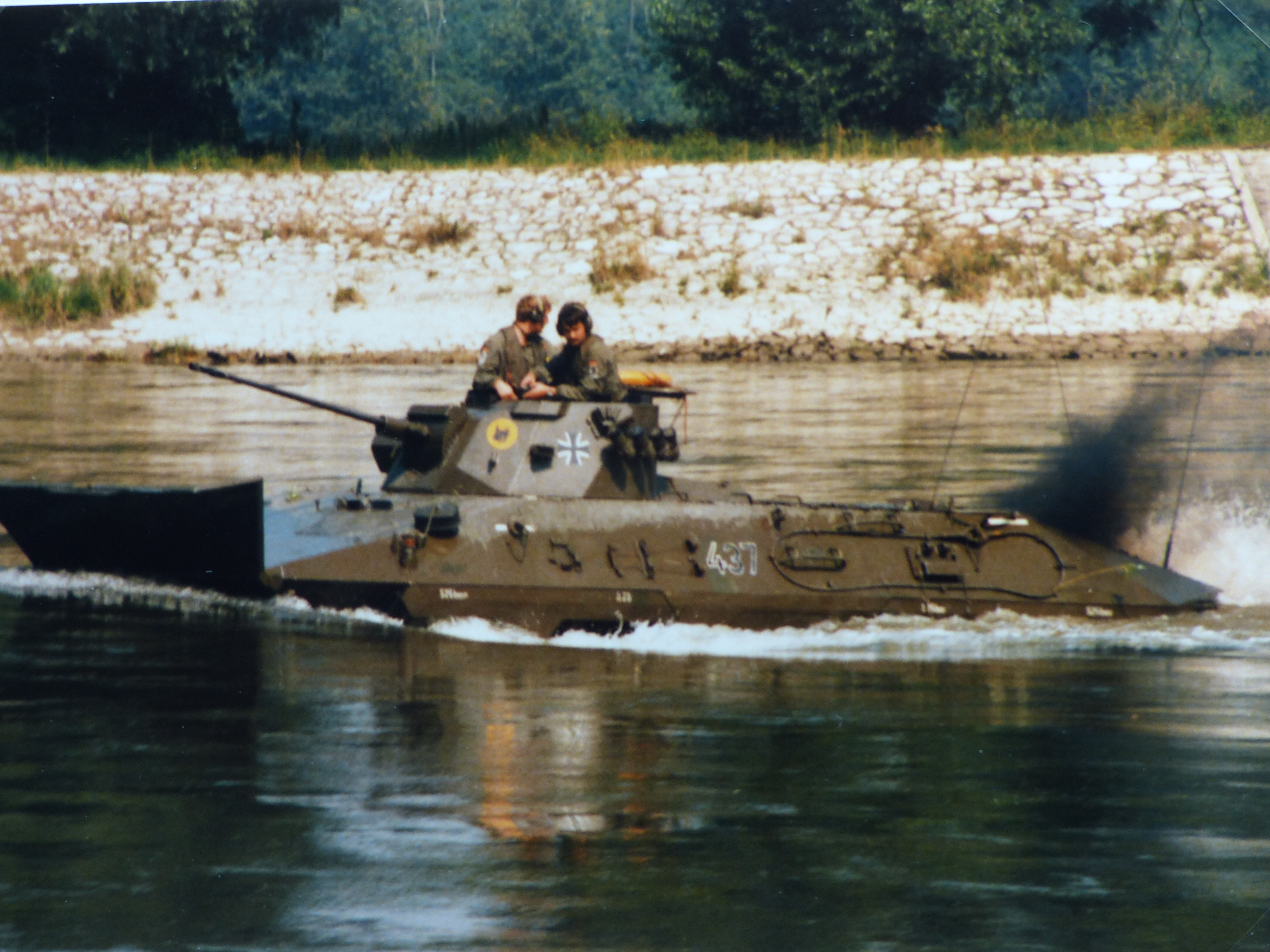
Schwimmfähiger SpähPz Luchs

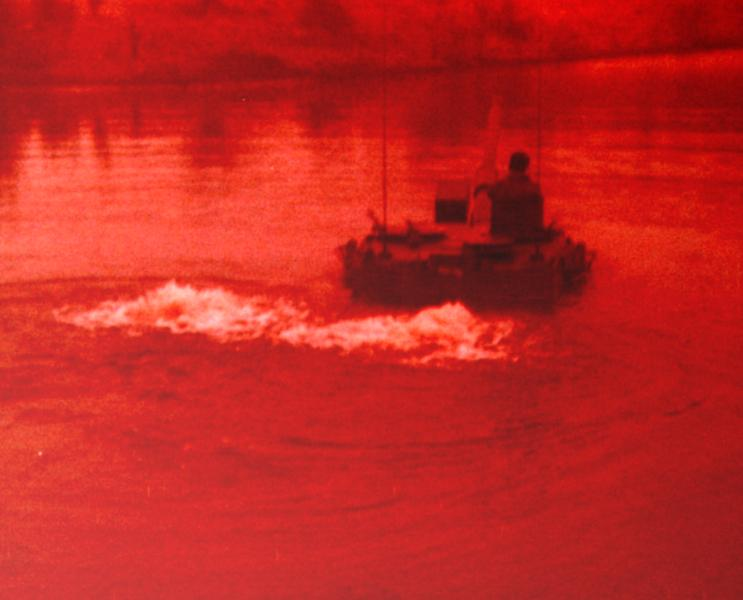
Tiefwaten mit dem Leopard 1

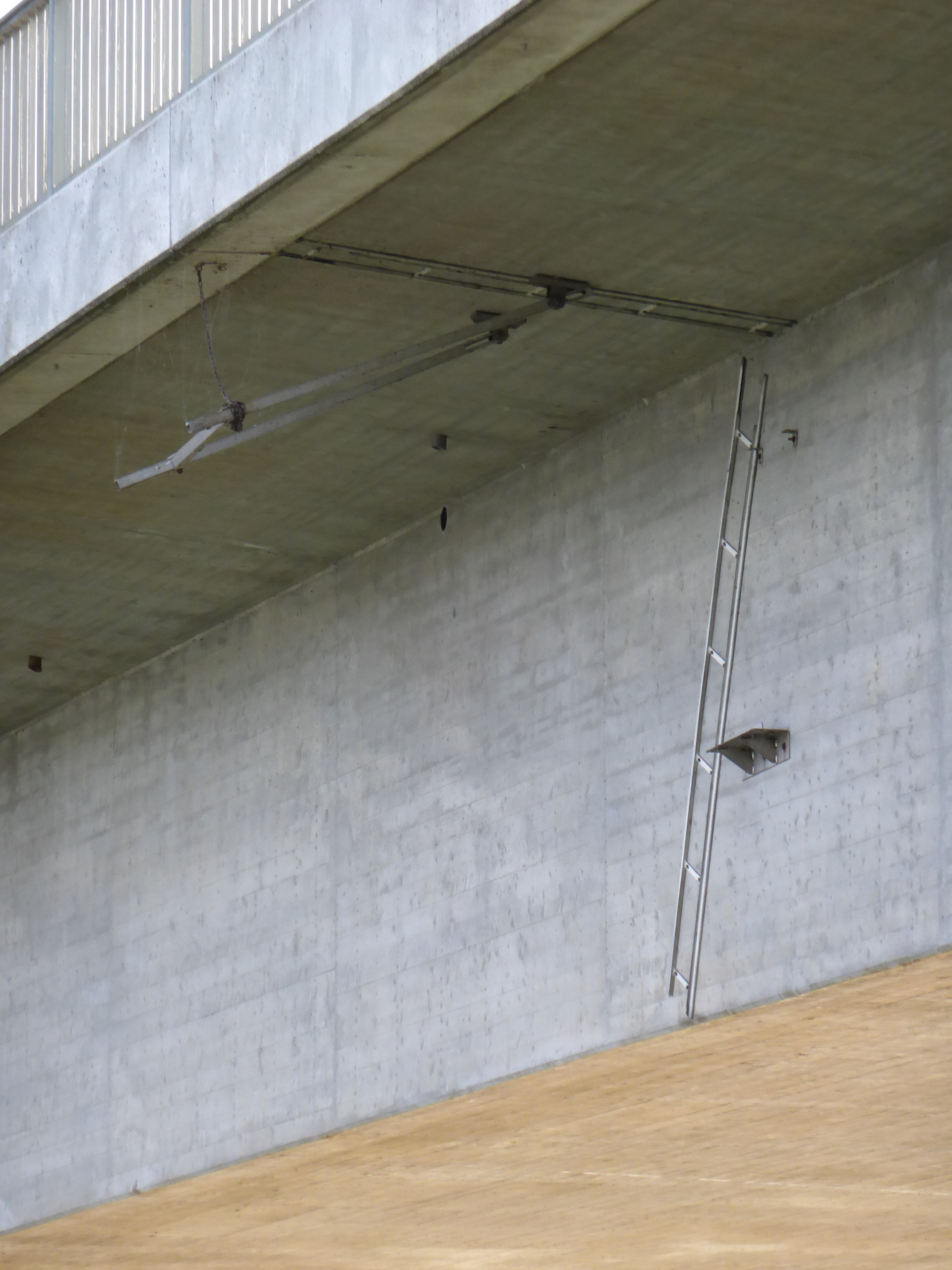
Halterungen zum Anbringen von Schneidladungen an einer Brücke über die Donau

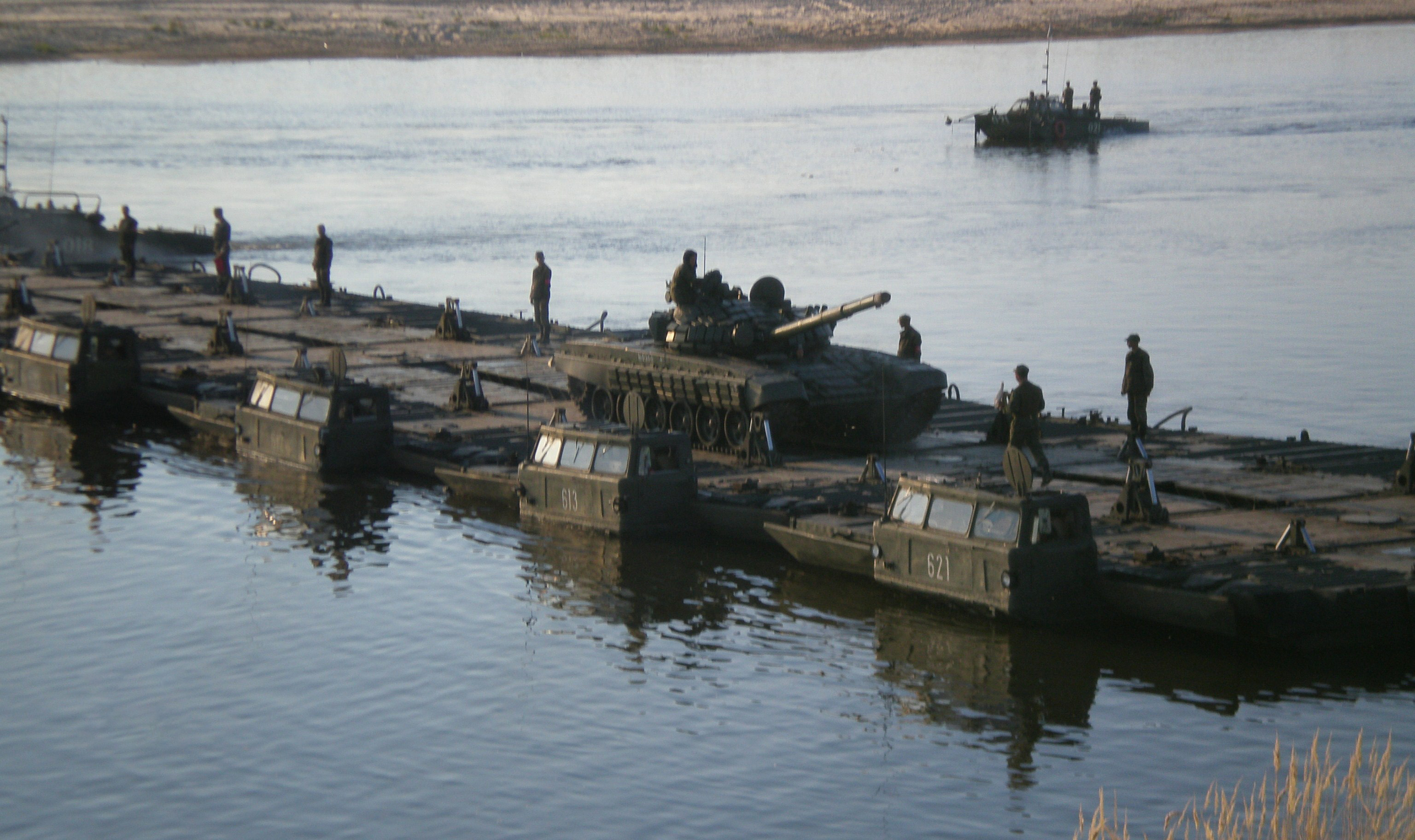
Russische Pontonbrücke

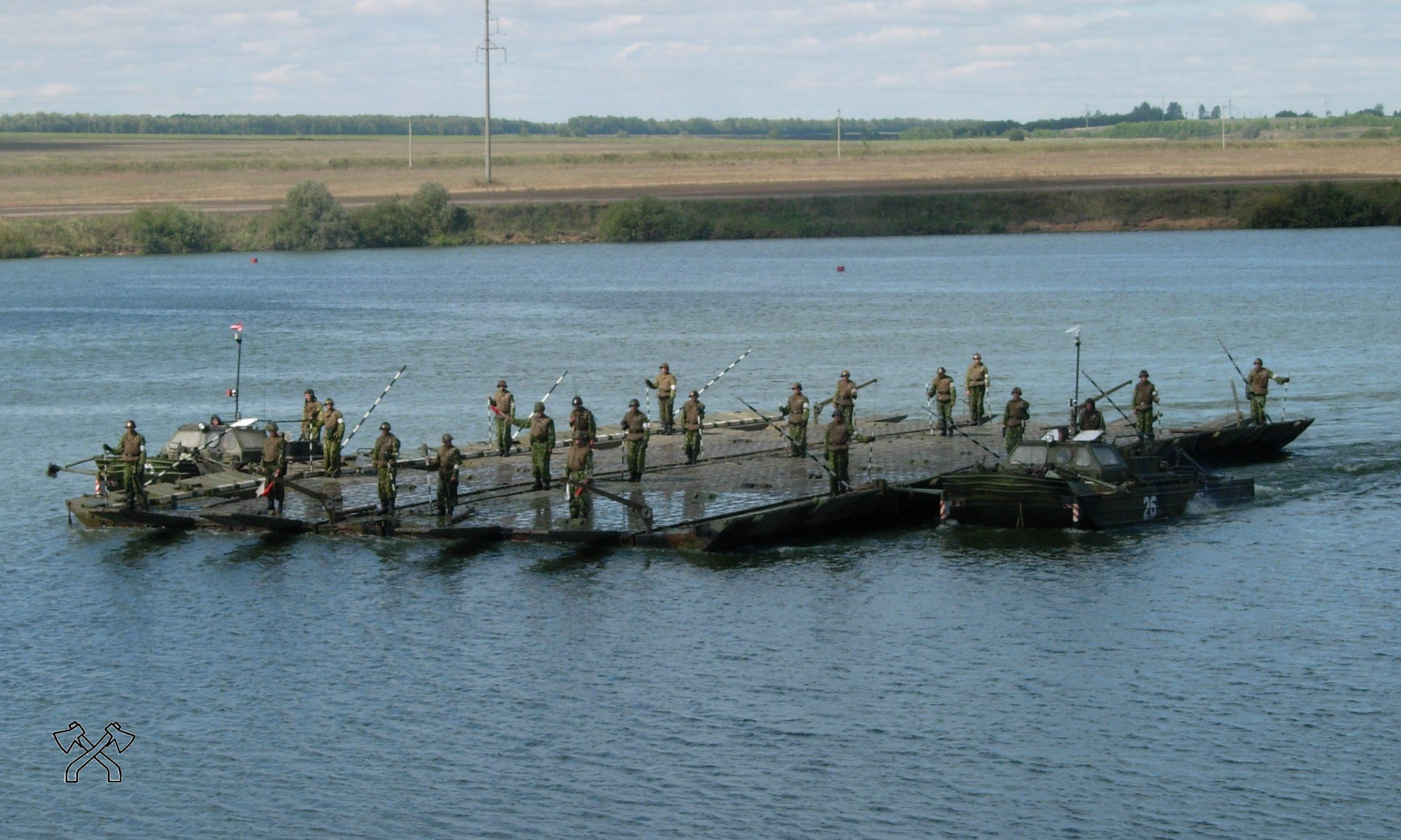
Militärischer Fährbetrieb über einen russischen Fluss

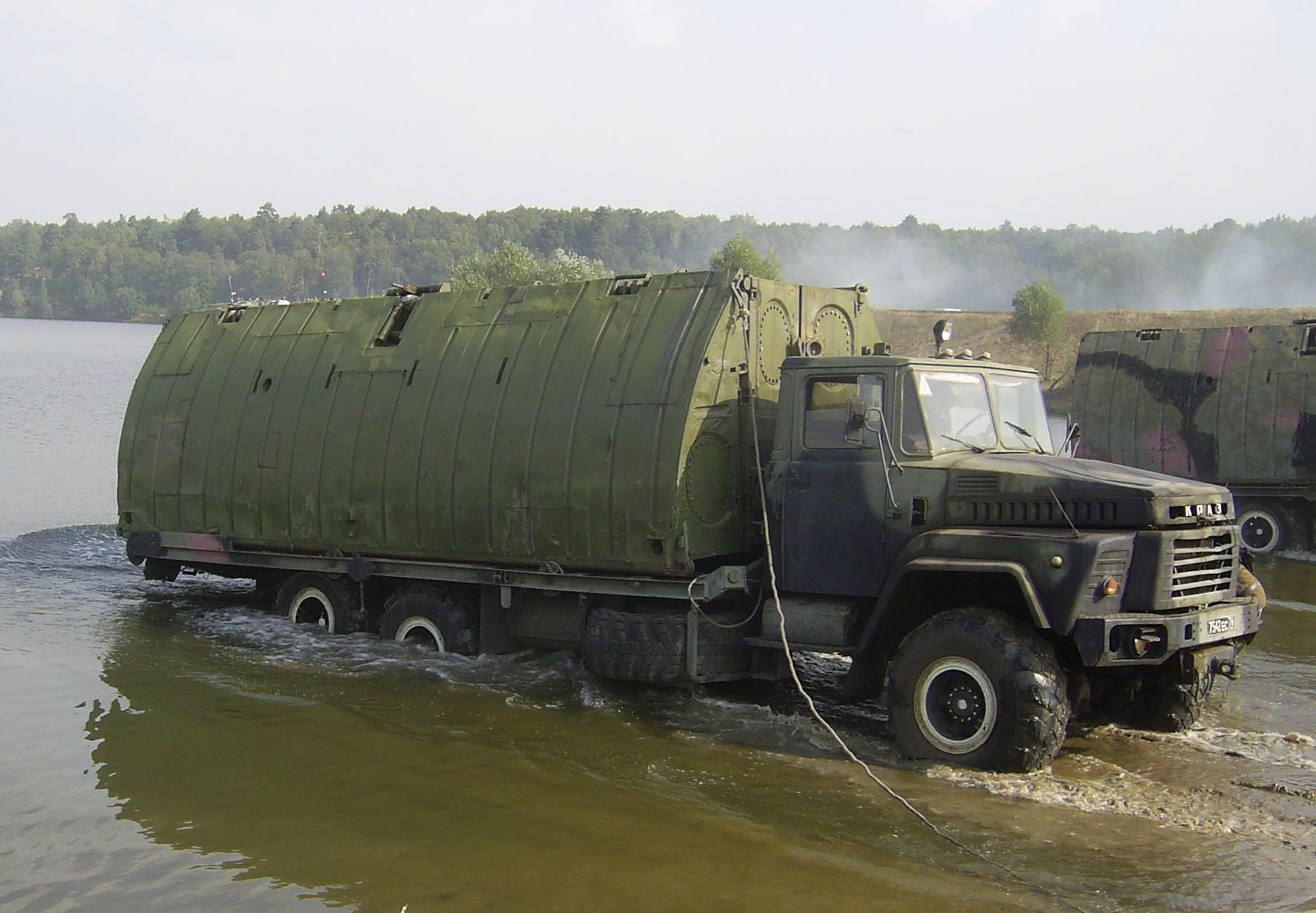
Ural-Brückenlegesystem

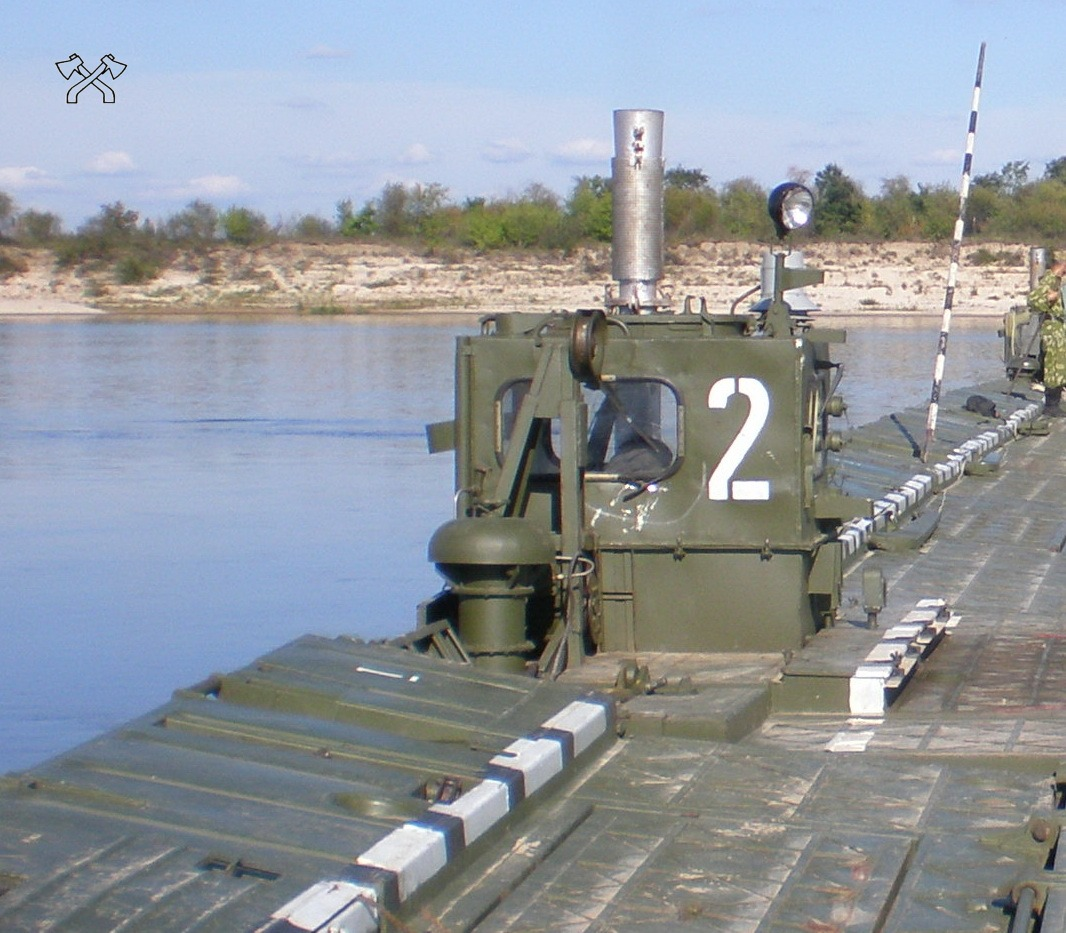
Russische Schwimmbrücke

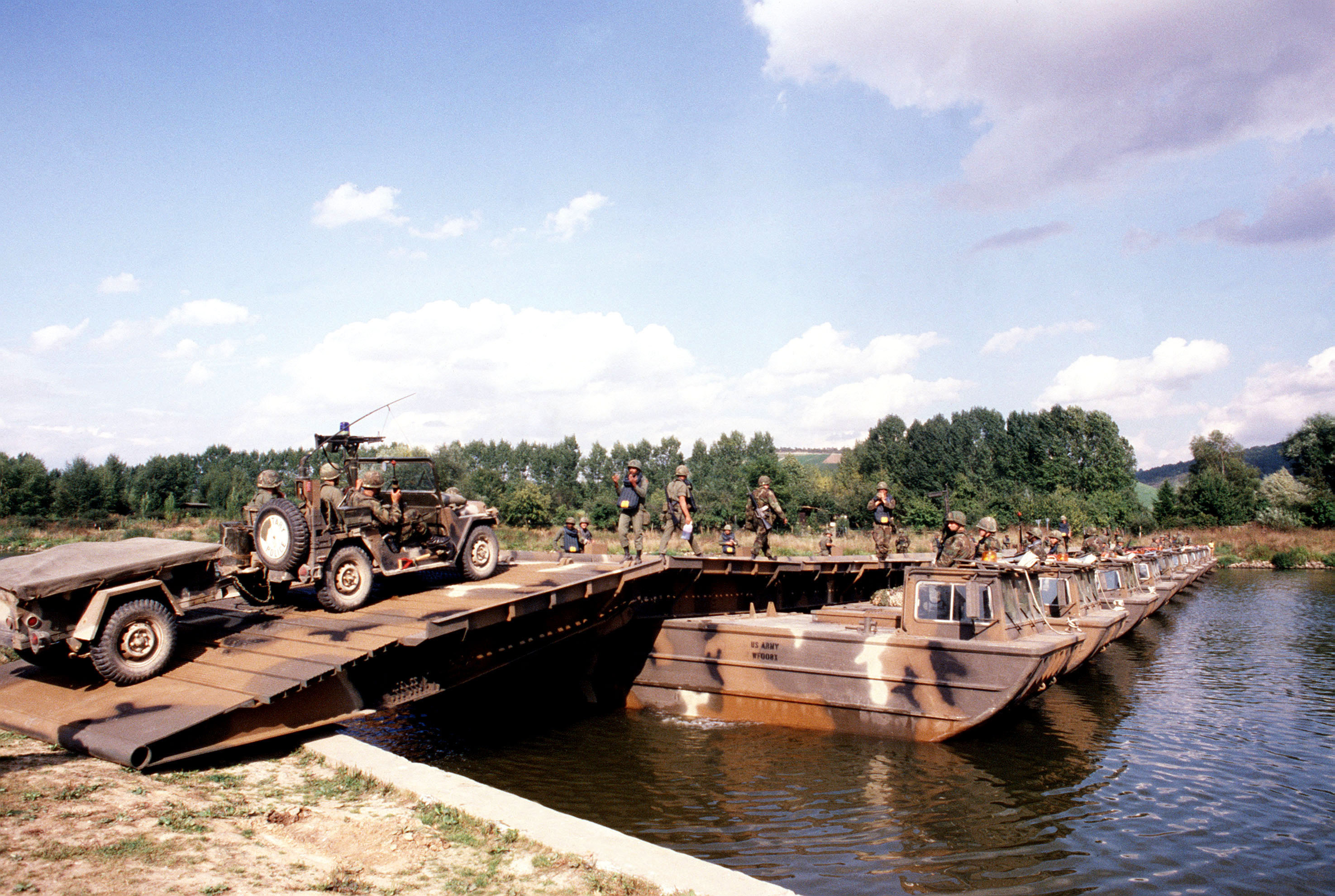
Mobile Schwimmbrücke der US-Army

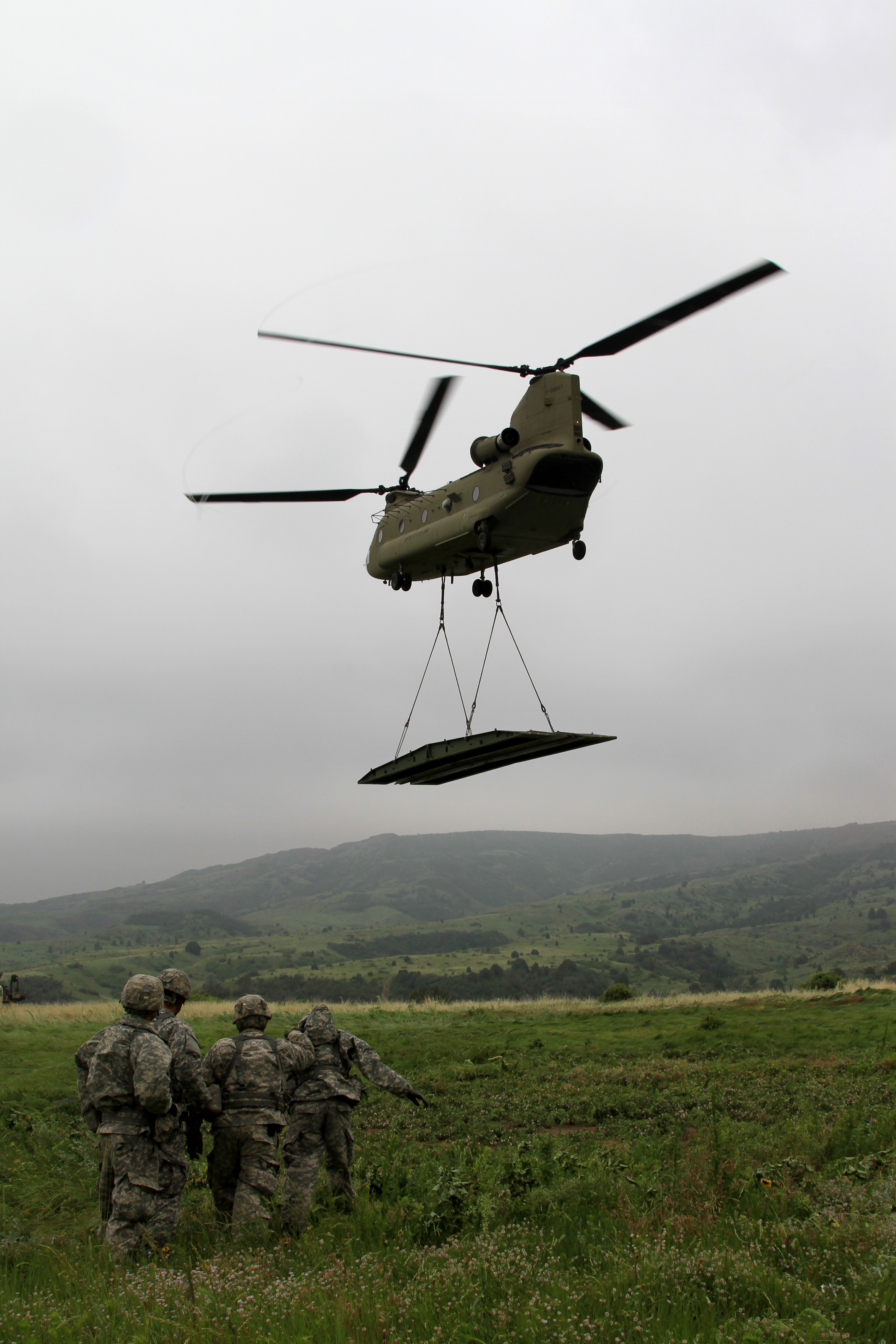
Lufttransport eines Brückenbauteils

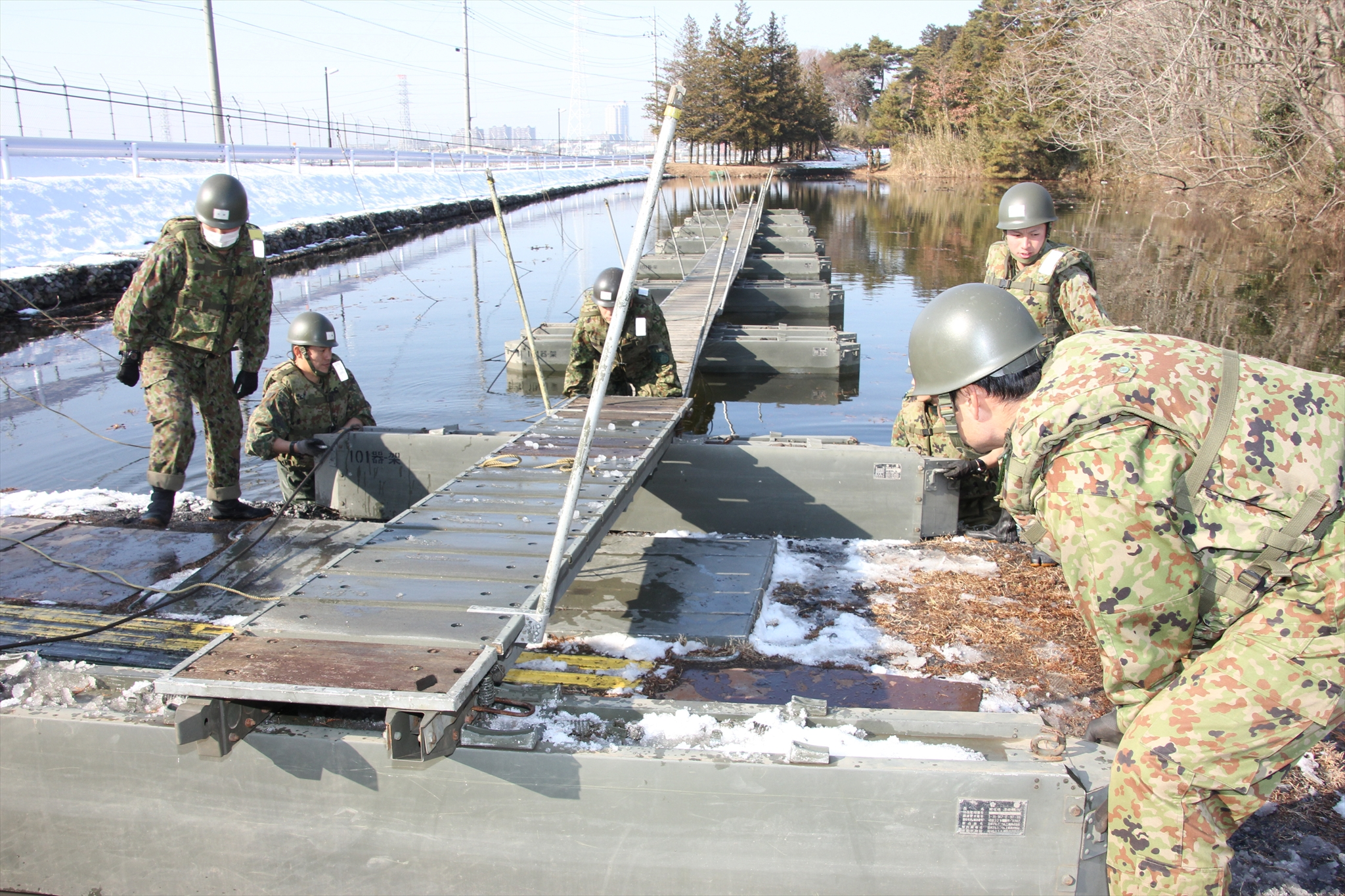
Errichten eines Schützenschwimmsteges

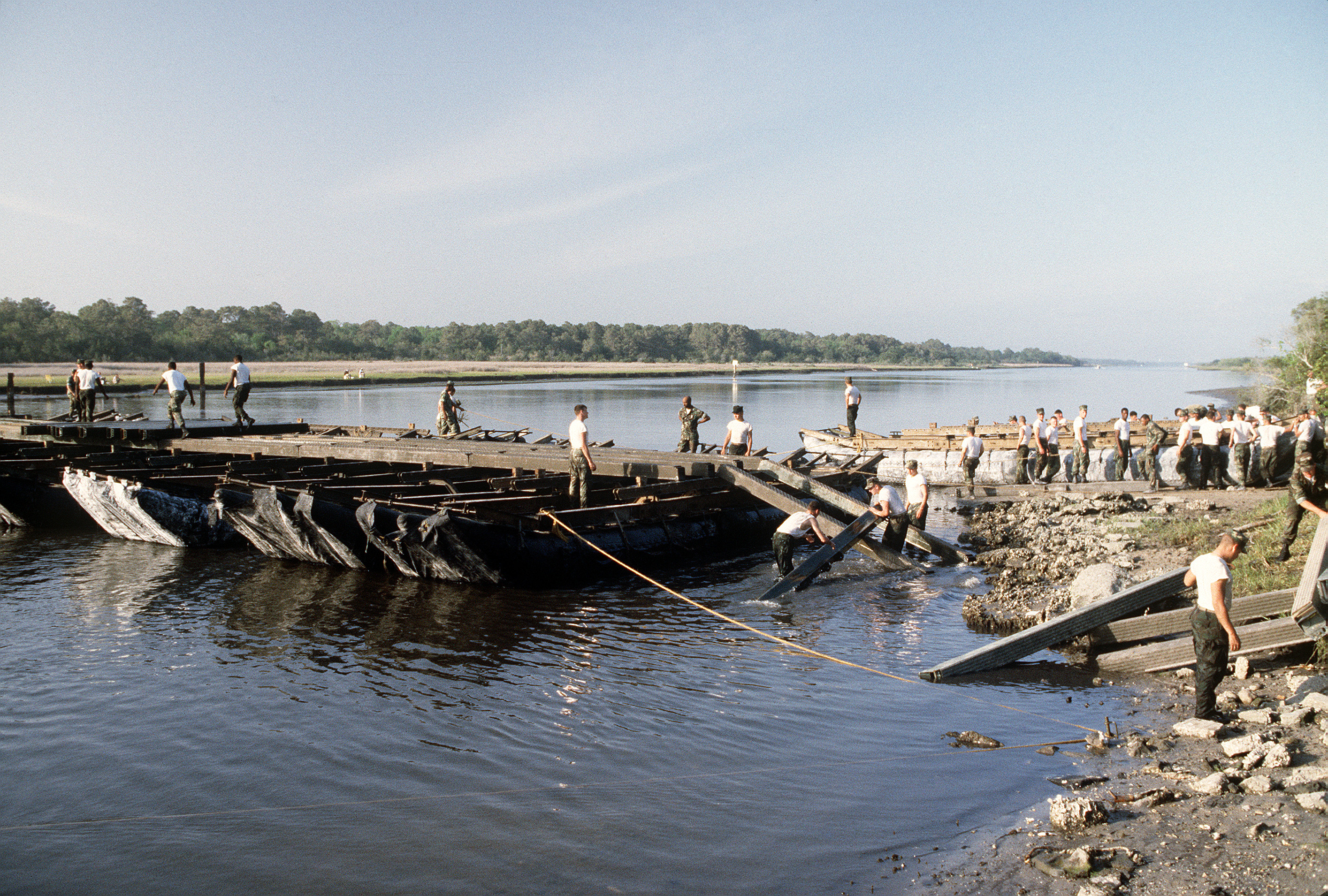
M4T6 Pontonbrücke aus dem Jahr 1983

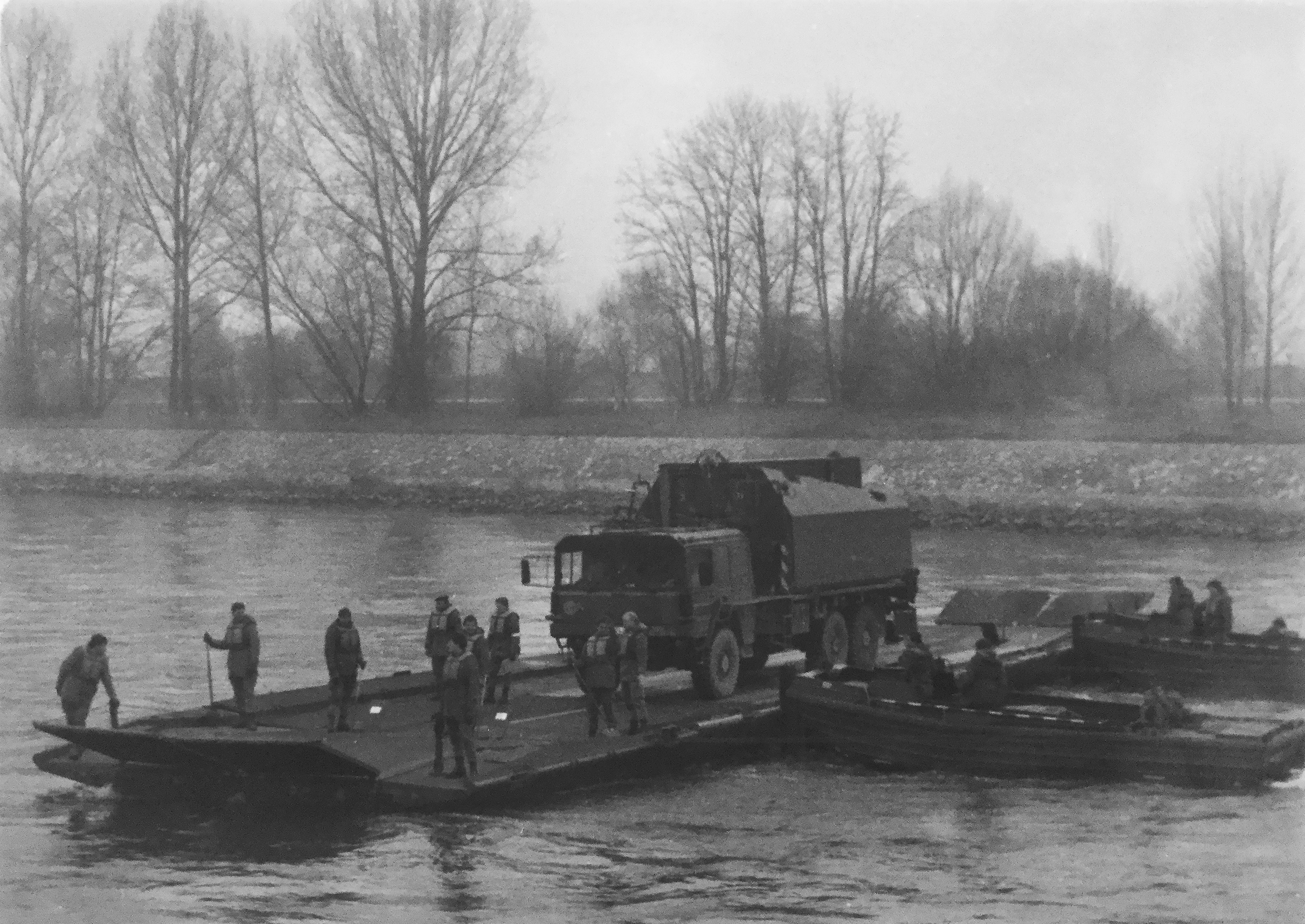
Faltschwimmfähre der Bundeswehr

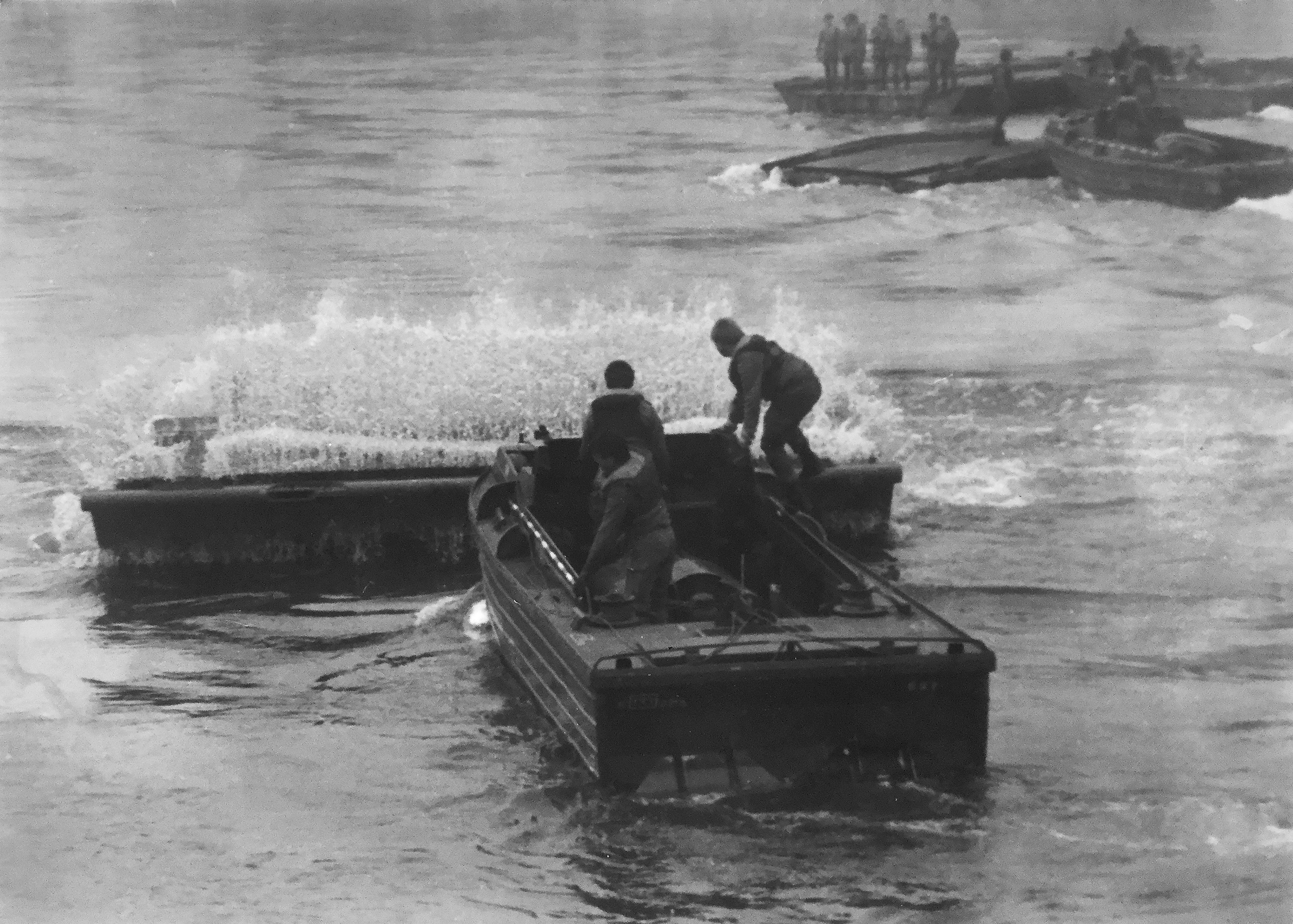
Brückenpioniere der Bundeswehr beim Bau einer Faltschwimmbrücke

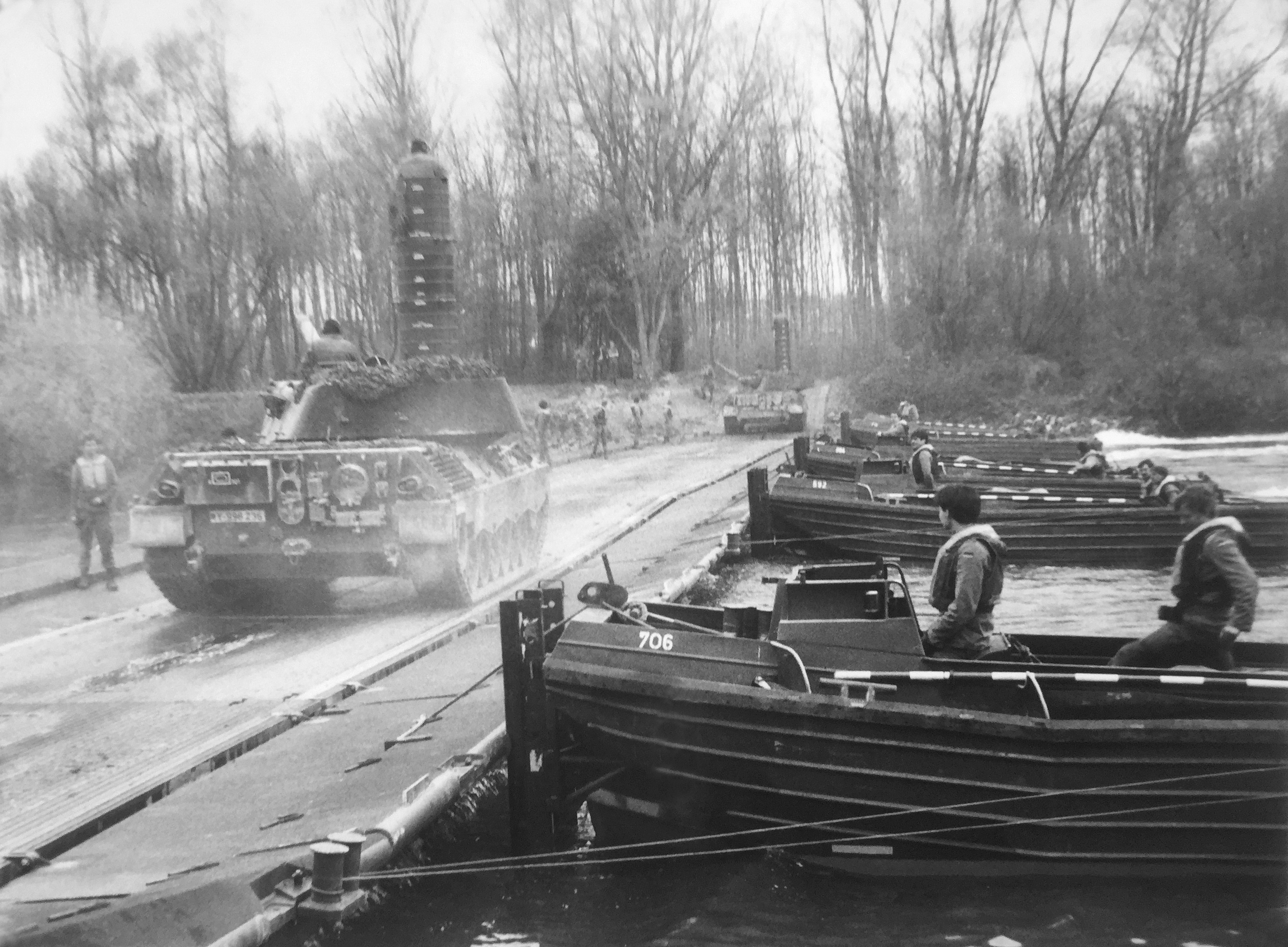
Panzer überqueren eine Faltschwimmbrücke der Bundeswehr

Der Kampf um Gewässer, die Geländehindernisse darstellen und bewegliche Landoperationen stark behindern, gehört zu den häufigen militärischen Operationen eines Landkrieges. Während eines möglichen Panzerkrieges in Mitteleuropa war das Überwinden von Gewässern auf Seiten des Angreifers sowie das Ausnutzen hemmender Gewässer auf Seite des Verteidigers von großer Bedeutung. Dabei spielte die Pioniertruppe, insbesondere die Brückenpioniere (organisiert in schweren Pionierbataillonen oder Pionierbrückenbataillonen), eine zentrale Rolle in der Kampfunterstützung.

## Überwinden von Gewässerhindernissen

### Schwimm- und watfähige Panzer
Flache und weniger breite Gewässer können unter Umständen von der Kampftruppe selbstständig mit tiefwatfähigen Panzern oder Schwimmpanzern/Amphibienpanzern überwunden werden. Bestimmte Panzertypen der Bundeswehr (z. B. Leopard 1, Leopard 2, Schützenpanzer Marder) sowie des Warschauer Paktes (T-72M u. a.) sind tiefwatfähig. Sie sind in der Lage, durch Umbauten des Turmes (Tiefwaten mit Tiefwatschacht oder Unterwasserfahrt mit Unterwasserfahrtschacht) ein Gewässer mit einer bestimmten Maximaltiefe durchfahren.
Die Bundeswehr hatte für eine Zeitlang eine amphibische Variante des Spähpanzer Luchs in Verwendung, welcher befähigt war, einen Spähauftrag vor dem VRV der eigenen Truppe und weitgehend ohne Unterstützung der Pioniertruppe durchzuführen.
Auf Seiten des Warschauer Paktes waren alle gepanzerten Fahrzeuge schwimmfähig. Dazu gehörte der BMP-1, BMP-2, MT-LB, BRDM2, BTR 60, BTR 70, sowie weitere Modelle. Dies basierte auf ihrer Militärdoktrin, eine schnelle Einsatzmöglichkeit zu haben, auf der feindwärtigen Seite eines Gewässers Brückenköpfe zu bilden und für nachfolgende Kräfte zu sichern.

### Überwinden von Gewässerhindernissen mithilfe von Pionieren
Vom Kräfteansatz und der Größenordnung ist ein Kampftruppenregiment (Pz/MotSchtz) auf die Zusammenarbeit eines schweren Pionierbataillons angewiesen. Der Zeitansatz für den Angriff richtet sich u. a. nach den vorherrschenden Sichtverhältnissen,  dabei begünstigt Dunkelheit sowohl den gedeckten Vormarsch als auch die eigentlichen Übersetzaktivitäten.
Die Kampftruppe erteilt den Auftrag, Übergangsstellen eines bestimmten Gewässerabschnittes im Handstreich nehmen, in Phase 2, Brückenköpfe zu bilden und somit die Voraussetzungen für den Angriff der Hauptkräfte zu schaffen.
Bei Übergangsstellen unterscheidet man generell zwischen:
- Übersetzstellen
- Durchfahrtsstellen für watfähige Panzer bzw. Schwimmstellen für Schwimmpanzer
- Fährstellen oder
- Brückenstellen (Kriegsbrücke)

Ein Gewässerübergang kann mit folgenden Mitteln erzwungen werden:
- Fährbetrieb mit Pionierfähren wie Amphibie M3, Faltschwimmbrückengerät (FSB) und Hohlplattenbrückengerät (HP)
- Panzerbrücke
- Kriegsbrücke als Faltschwimmbrücke oder amphibisch

Der Einsatz der angeforderten Pioniermittel ist insbesondere von der militärischen Lastenklasse und die Dauer des benötigten Überganges (Fährbetrieb oder dauerhafte Kriegsbrücke) abhängig.
Bei der Planung eines Gewässerüberganges spielen Gewässerbreite, Gewässergrund (Schlamm, Sand etc.), Beschaffenheit der Böschung und vor allem die Fließgeschwindigkeit (stärkste Geschwindigkeit am Stromstrich) eine große Rolle. Des Weiteren gehört die Uferbeschaffenheit, Befahrbarkeit und Tragfähigkeit des Bodens für schwere Kettenfahrzeuge und militärischem Großgerät dazu.
Die einfachste Art kleinere Gewässer zu überwinden bietet der Einsatz von Brückenlegepanzern für die Schaffung von Panzerschnellbrücken.

### Kriegsbrücke
Kriegsbrücken (en. prefabricated bridge, military bridge oder engineer bridge) sind militärische Brücken für die Bewegungen eigener Kräfte über ein Gewässerhindernis. Je nach Lage kann es zu einem wechselnden Übergang zwischen Fährbetrieb und Betrieb einer Kriegsbrücke kommen. Kriegsbrücken müssen nach ihrem Einsatz häufig schnell herausgelöst, verlegt oder im Ausnahmefall wieder zerstört werden. Die Durchlauf- und Kontrollpunkte zur Regelung und Überwachung des Landmarsches über eine Kriegsbrücke übernimmt der eingesetzte Brückenkommandant.

### Faltschwimmbrücke
Die Faltschwimmbrücke der Bundeswehr ist die häufigste Form einer schwimmenden Kriegsbrücke (Schwimmschnellbrücken). Sie besteht aus mehreren Pontonabschnitten, die mithilfe von Motorbooten direkt auf dem Gewässer miteinander gekoppelt und verbunden werden.

### Gewässerforcieren (Warschauer Pakt)
Um in jedem Gelände einen erfolgreichen Angriffskrieg führen zu können, intensivierte das Sowjetheer seine amphibischen Kapazitäten, die dazu dienten, Gewässer möglichst rasch zu überwinden („Gewässerforcieren“ im Sprachgebrauch der NVA), um somit das Übersetzen gepanzerter Kräfte zu ermöglichen. Vor allem bei einem Panzerdurchstoß durch die Norddeutsche Tiefebene bei der Vielzahl an natürlichen (Ilmenau, Aller, Leine etc.) und künstlichen Gewässern (Elbe-Lübeck-Kanal, Elbe-Seitenkanal, Mittellandkanal etc.) war diese Fähigkeit unabdingbar.
Von der Sowjetarmee war bekannt, dass sie während des Kalten Krieges einen hohen Grad an Wasserbeweglichkeit besaß und z. B. im großen Stil amphibische Operationen an den großen Strömen in Sibirien übte.
Das häufigste Faltschwimmbrückensystem (FSB) der Streitkräfte des Warschauer Paktes der 1960er Jahre war die PMP-Faltschwimmbrücke (Pontonpark „P“) aus Stahlblech. Weiterhin Übersetzfähren PTM-M sowie GSP. Daraus abgeleitet entwickelte sich das System der Ribbon Bridge der US-Army.

### Möglicher Ablauf
In der ersten Stufe der Aufklärung werden geeignete Gewässerübergänge (Haupt- u. Ausweichübergangsstellen), sowie Scheinübergangsstellen, erkundet, um in einem nach taktischen Gesichtspunkten geeigneten Gelände die Operation durchführen zu können. Meist sind es in der Anfangsphase Übergangsstellen (ÜgSt) für leichte Übergangsmittel wie Schlauchboote mit oder ohne Außenbordmotor oder bei größeren Gewässern für Sturmboote.
Bei der Erkundung wird nach gedeckten Annäherungswegen für Übergangsmittel, Bereitstellungsräumen und Bauplätzen für Übergangsmittel und Einsetzstelle für Boote, möglichst unter Berücksichtigung von Deckung und Tarnung, sowie im Schutz vor feindlicher Waffenwirkung.
Vor dem Übergang kommt es zur Verbindungsaufnahme zwischen dem Führer der Kampftruppe und dem Führer der Pioniertruppe. Sobald die Schwimmbrücke steht, setzt die Kampftruppe mit Rad- und Kettenteilen nach einer bestimmten Marschfolge über. Neben dem eigentlichen Brückenübergang müssen auch Bergemittel (Bergepanzer bei Unfällen) und Sanitätsversorgung berücksichtigt werden.
Der Gewässerübergang wird meist durch eine voraus erfolgte Luftlandung von Fallschirmjägern oder mit Transporthubschraubern luftverlasteter Infanterie unterstützt, um auf der anderen Gewässerseite bereits einen Brückenkopf zu bilden.
Da ein Gewässerübergang bzw. der Bau von Kriegsbrücken häufig zu einer Massierung und Aufstauung der eigenen Truppe führt und damit Luftangriffe des Gegners provoziert, ist eine raumdeckende Überwachung durch eigene Flugabwehr von großer Bedeutung. Auch erhalten Artilleriekräfte dazu den Auftrag durch beobachtendes Feuer bzw. Feuerbereitschaft, den Übergang zu überwachen und sichern.
In einer Gefechtssituation sollten Fähren an mehreren Fährstellen das Übersetzen ermöglichen, um einen Totalausfall zu vermeiden.
Der Abruf der Übersetzkräfte und -mittel erfolgt aus einer Stellung oder Deckung in Gewässernähe. Während des Fährbetriebes muss das übersetzende Fahrzeug gefechtsbereit bleiben, um etwaige Bedrohungen von der anderen Uferseite bekämpfen zu können.
Für das Übersetzen von Infanterie können Behelfsstege errichtet werden.
Ein Kompaniebefehl für Kriegsbrückenschlag könnte wie folgt lauten:
- Auftrag: „5./PiBtl baut Kriegsbrücke MLC[8] mit FSB-Gerät über ... bei ... (Koordinaten), Ausweichbrückenstelle bei ... (Koordinaten). Brückenschluss ...“
- Durchführung: „Ich beabsichtige, mit FSB-Zug, Unterstützungszug FSB ... Kp, PiMaschZg, TaGrp und Tle FmZg. 1./... FSB von m Länge mit IA/ ... RA an ... Einsetzstellen zu bauen.“

## Verteidigung von Gewässerhindernissen
Gewässer werden mit zur Sprengung vorbereiteter Brücken, Sperren und Feldbefestigungen verteidigt, wobei das Ausweichen und die Aufnahme der eigenen Truppe (z. B. Deckungs- oder Verzögerungskräfte) aus der vorgelagerten Kampfzone berücksichtigt werden muss.

### Sperrwert von Gewässerhindernissen
Beim Bau zahlreicher in Nord-Süd-Richtung verlaufender Kanäle wurde eine mögliche Hemmwirkung gegenüber Panzerfahrzeugen des Warschauer Paktes in Betracht gezogen. Der Elbe-Lübeck-Kanal besaß von seiner Konstruktion her eine gewisse Sperrwirkung, die es einem Panzer aus Richtung Osten nach Westen zwar das Einfahren über das ostwärtige Ufer ermöglichte, nicht aber das Befahren des westlichen Ufers, was durch Unterwasser-Rammpfähle im ufernahen Bereich verhindert wurde. Dies wurde in einem Durchfahrversuch mit schwimm- und tauchfähigen Fahrzeugen (MTW M113, TPz Fuchs, KPz Leopard 1 und SpähPz Luchs) der Bundeswehr im Jahr 1984 getestet.
Bei Kanälen jüngerer Bauart wie dem Elbe-Seitenkanal wurde die Sperrwirkung bereits bei der Konstruktion einer überdimensionierten Dammböschung als Panzerhindernis und Brückensprengschächten berücksichtigt und war fest in die Verteidigungsplanung eingebunden.
Um einen Panzervormarsch von Osten stark zu behindern, wurde auch eine Sprengung von Teilabschnitten in bestimmten Geländesektoren und eine künstlich herbeigeführte Überflutung der Anmarschzonen des Gegners in Erwägung gezogen.

### Brückensprengung
Brückensprengungen gehören im Normalfall zu den vorbereiteten Sperren, die von Sprengsicherungskommandos, bzw. Sprengkommandos der Pioniere gemäß Sprengplan durchgeführt werden. Ziel einer Brückensprengung ist, dass die Brücke in ihrer Funktion entweder teilweise zerstört oder zumindest die Fahrbahn für den Gegner nicht mehr nutzbar ist. Dabei werden in der Regel Schneidladungen an mehreren Stellen der Brückenkonstruktion platziert, um an bestimmten Stellen eine hohe und gezielte Durchschlagskraft zu entwickeln, so dass die Brücke nach statischen Berechnungen zumindest an tragenden Bauteilen zusammenstürzt. Die Sprengladung hat dabei die Aufgabe, auch Stahl- und Stahlbeton-Bauteile zu „durchschneiden“. Sie kann mit einer elektrischen Zündung und als Sicherung einer Leitfeuerzündung ausgelöst werden.
Die Befehle für die Sprengung werden nach STANAG 2017 gemäß Sprengbefehl erteilt. Dabei werden u. a. die Zündleitungen von den Ladungen zur Zündstelle und die Stufe der Zündbereitschaft angehoben. Der Sprengbefehl wird mehrfach unterzeichnet und an die beteiligten Stellen wie übergeordnete Führung, Führer Sprengsicherungskommando und Führer Sprengkommando ausgehändigt. Häufig werden Gefechtsstände auch als Zündstelle genutzt, da hier die wichtigsten Informationen über Feldkabel zusammenlaufen.
Nachdem alle eigenen Teile mit ihrer letzten Marschgruppe, die vor der zu sprengenden Brücke eingesetzt sind, vollständig den Kontrollpunkt passiert haben, kann die Zündung ausgelöst werden.
Eine Brücke über ein wichtiges Gewässerhindernis ist häufig ein exponiertes Ziel gegenüber von Luftangriffen und Feuerschlägen der feindlichen Artillerie, so dass daher Vorbereitungen für den Bezug von Alarmstellungen getroffen werden müssen, um danach noch handlungsfähig zu bleiben. Auch gelten Brücken mit strategischer Bedeutung als Hochwertziele für gegnerische Luftlandungen oder Kommandounternehmen.
Der Feind versucht, sich der Brücke möglichst unbeschädigt zu bemächtigen, damit eigene Truppenbewegung gewährleistet werden kann und muss daher die um die Brücke herum gelegenen Sicherungen ausschalten. Je nach Geländebeschaffenheit kann auch damit gerechnet werden, dass er sich mit Stoßtrupps dem Ziel wasserseitig nähert.
Der Sprengbefehl wird dem Sprengtruppführer als Deckwort (gemäß Sprechtafel) per Funk durchgegeben. Dies muss unbedingt zeitnah geschehen, bevor die Brücke dem Feind in die Hände fällt. Die Sprengung wird ausgelöst, sobald der letzte vorn eingesetzte Alarmposten ausweicht.
In der Bundesrepublik Deutschland wurden bis 1991 alle Brücken die über einen Militärischen Sperrwert verfügten, schon in der Bauplanung so konstruiert das eine schnelle Brückensprengung möglich war. So wurden in Brücken die Halterungen für Schneidladungen und Sprengladungen vorinstalliert, Schleppkabel für die Zündleitungen verlegt, Soll-Bruchstellen verbaut und Sperrhefte angelegt. Die Sprengmunition wurde Ortsnah in Pioniersperrmunitionshäusern oder in Munitionsniederlagen bevorratet. Die Wartung und Instandsetzung von solchen Sperranlagen unterlagen in Friedenszeiten den Örtlichen Wallmeistertrupps.

## Pionierbrückengerät

### NATO
- Brückenlegepanzer M48
- amphibisches Brückenfahrzeug M2 „Alligator“
- amphibisches Brückenfahrzeug M3
- Brückenlegepanzer Biber
- Brückenlegepanzer Leguan
- Bailey Brückensystem
- Mabey-Johnson-Brücke
- D-Brücke
- FFB Faltfestbrücke
- MGB  Festbrücke  (Medium Girder Bridge)
- Schwimmbrücke Hohlplattengerät 50/80
- M60A1 Armored Vehicle Launched Bridge (AVLB)
- M4T6 Pontonbrücke
- Pont Flottant Motorisé (PFM)
- Standard Ribbon Bridge
- Steel Ribbon Bridge (SRB)
- Improved Ribbon Bridge (IRB)
- Faltschwimmbrücke
- Dornier Faltfestbrücke (FFB)
- Transportfahrzeuge für den Transport von Pontonparks

### Warschauer Pakt / Russland
- Bugsierboote
- „Teppichleger“
- Radschwimmwagen BAW
- Kettenschwimmwagen K-61
- Amphibisches Landungsfahrzeug PTS, PTS-M, PTS-2, PTS-3, PTS-4 und GSP-55
- AM-50, tschechoslowakisches Schnellbrückensystem
- TMM, schwere mechanisierte Begleitbrücke
- TMM-3, schwere mechanisierte Begleitbrücke
- TMM-6, schwere mechanisierte Begleitbrücke
- Brückenlegegerät-60 BLG-60M
- Brücken- und Übersetzfahrzeug PDP
- Ponton-Brücken Maschine PMM „Wolna“
- Ponton-Brücken Maschine PMM-2 / PMM-2M
- Pontonpark PMS
- Pontonpark PPS-84
- Pontonpark PP-91
- Pontonpark PP-91M / PP-2005
- Pontonpark PP-2005M
- Pontonpark LPB
- schwerer Pontonpark SPB
- schwerer Pontonpark TPP
- schwerer Pontonpark PMP
- schwerer Pontonpark PMP-M